# Wilhelm Fricke (Fußballspieler)
Wilhelm Fricke (lettisch: Vilhelms Frike, Lebensdaten unbekannt) war ein deutscher Fußballspieler und -funktionär.

## Karriere und Leben
Mindestens im Jahr 1918 vertrat Fricke die Mannschaft des Kaufmännischen Sportklubs Goslar in Deutschland. Ab 1921 spielte Fricke mehrere Spielzeiten beim SV Kaiserwald Riga in Lettland. Mit dem Verein der deutschbaltischen Bewohnern der Stadt, wurde Fricke 1922 und 1923 Lettischer Meister. Danach spielte er bei Union Riga und LSB Riga. In den späten 1920er, und frühen 1930er Jahren gehörte er als Schatzmeister zum Vorstand der Riga Vanderers.